# Apura xanthosoma
Apura xanthosoma es una especie de polilla de la familia Tortricidae. Se encuentra en Queensland, Australia.

## Descripción
La envergadura es de aproximadamente 20 mm. Las alas anteriores son mezclas con blanquecino y teñidas de marrón ocre. Las alas traseras son grises.